# رشته‌کوه کالار
رشته‌کوه کالار (به لاتین: Kalar Range) یک رشته‌کوه در روسیه است که در سرزمین زابایکالسکی واقع شده‌است. رشته‌کوه کالار ۲٬۵۲۰ متر بالاتر از سطح دریا واقع شده‌است.